# GOP Varieté Essen

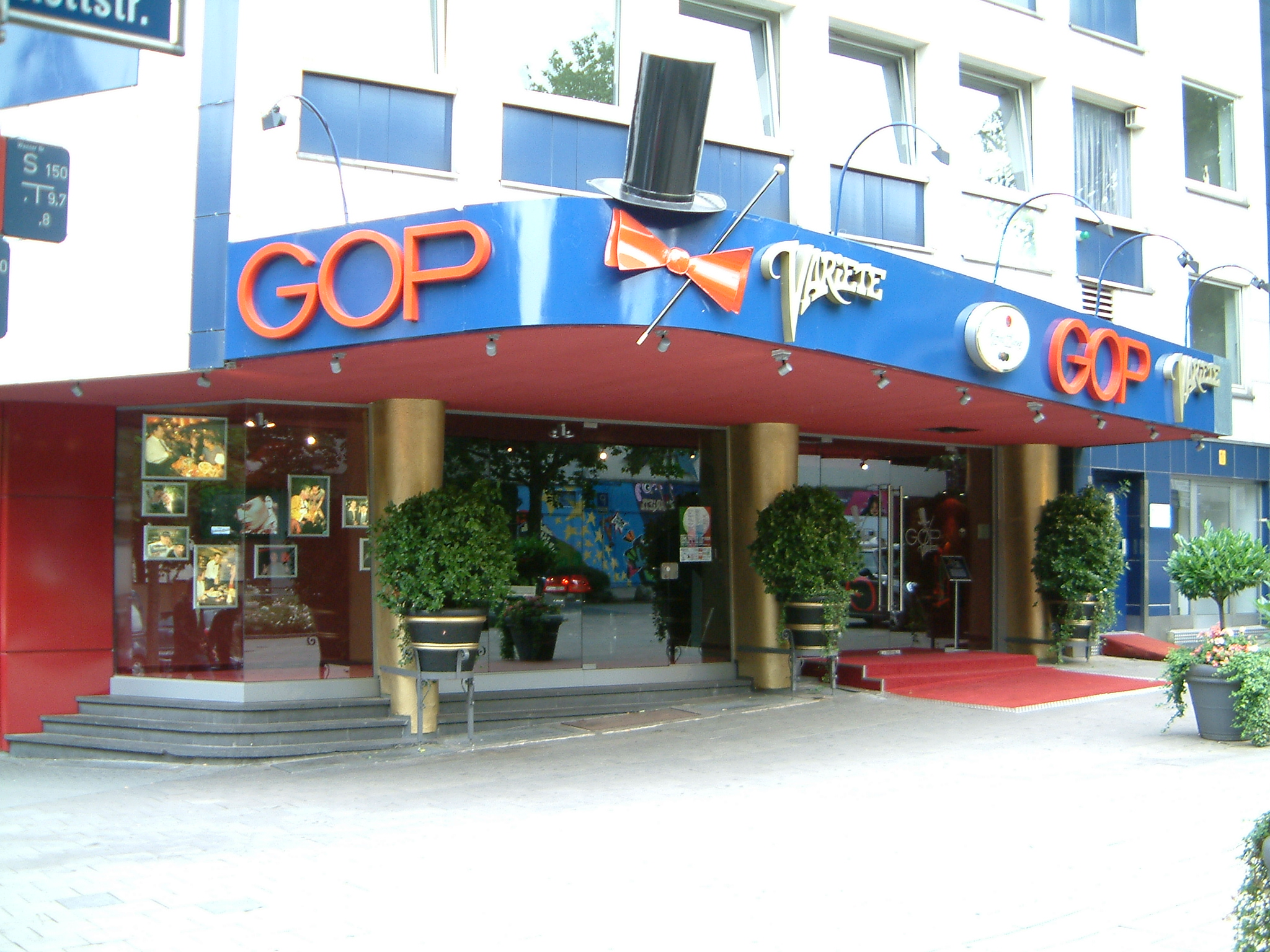
GOP Varieté Essen, 2007

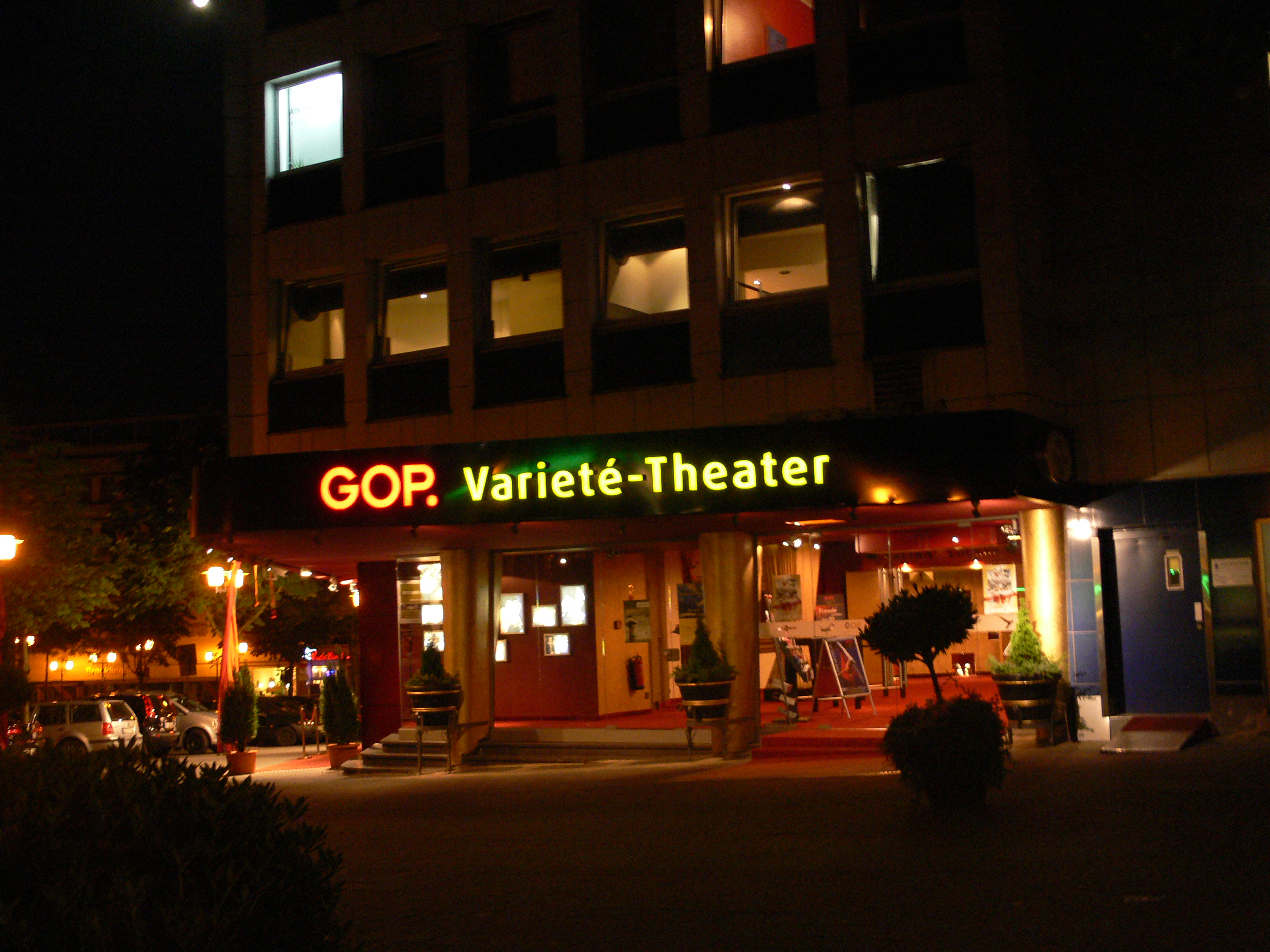
GOP Varieté Essen bei Nacht, 2008

Das GOP Varieté Essen ist ein Varieté-Theater in Essen. Als Ableger des Varietés „Georgspalast (GOP)“ in Hannover wurde es im Oktober 1996 in dem ehemaligen Essener UFA-Kino „Grand Filmpalast“ eröffnet.
Im Sommer 2001 wurde das Varieté neu gestaltet. Der Designer Horst Böhner ließ sich dabei von der New Yorker Restaurantbar „Le Cirque“ inspirieren. Große Kronleuchter, kunstvoll drapierte Tücher und viele britische Antiquitäten sorgen für ein verspieltes Ambiente. Sechs Figuren aus dem triadischen Ballett des Bauhauskünstlers Oskar Schlemmer säumen die Seitenwände.
Akrobaten, Zauberer, Bauchredner, Sänger und viele andere Künstler unterhalten die Zuschauer durch ihre Darbietungen. Das Programm wechselt monatlich. Insgesamt finden 360 Personen an 4er-, 6er- und 8er-Tischen ihren Platz.
Neben dem Stammhaus in Hannover und der Essener Filiale gibt es inzwischen auch GOP-Varietés in Bad Oeynhausen, Münster, München, Bremen und Bonn.